# Stipe Botica
Stipe Botica (Otok, 1948. február 23. –), horvát kroatista, folklorista, 2018 és 2021 között a Matica hrvatska elnöke.

## Élete
A dalmáciai Otokon született 1948. február 23-án, és itt járt általános iskolába. A gimnáziumot Sinjben végezte, majd beiratkozott a Zágrábi Egyetem Filozófiai Karára. Itt szerzett diplomát délszláv nyelvek és irodalom (A tantárgy), valamint latin nyelv és római irodalom (B tantárgy) szakon. Ezután ugyanezen a karon az irodalom szakon folytatott posztgraduális tanulmányokat, és 1979-ben „Filip Grabovac és irodalmi munkássága” című dolgozatával megszerezte a mester fokozatot. Doktori disszertációját 1986-ban "Luka Botić irodalmi munkássága (A horvát romantika szóbeli és írott irodalmának összefüggései") címmel írta.
Egy ideig középiskolai tanárként dolgozott, majd 1984-től asszisztens volt a Zágrábi Egyetem Filozófiai Kar Kroatista Osztályának Szóbeli Irodalom Tanszékén. 1987 októberétől az azonos nevű tanszék adjunktusa, 1992 januárjától pedig egyetemi docens volt. Amellett, hogy a saját karán dolgozott, 1988-tól 1992-ig szerződéses professzorként, három évig oktatóként és egy szemesztert vendégprofesszorként dolgozott a grazi Karl-Franzens Egyetemen. Meghívott vendégprofesszor és oktató volt számos hazai és külföldi filozófiai karon: Mariborban, Pécsett, Budapesten, Mostarban, Ljubljanában, Krakkóban, Párizsban, Szkopjéban. Az 1992/93-as és az 1993/94-es tanévben a Zágrábi Egyetem Filozófiai Karának dékánhelyettese volt. Az 1994/95-ös tanévtől az 1997/98-as tanévig, két cikluson át volt a Filozófiai Kar dékánja, majd az 1998/99-es tanévtől az 1999/2000-es tanévig a pénzügyi és szervezési ügyekért felelős dékánhelyettes.
2002. május 15-én rendes professzorrá választották. Hosszú évekig a Zágrábi Egyetem Filozófiai Kara Kroatista Osztálya Horvát Szóbeli Irodalom Tanszékének vezetője. 1998-tól a Zágrábi Egyetem Tudományos, Szakmai és Művészeti Munkabizottságának tagja. Több szakmai szövetség tagja, 1993-tól 1998-ig Horvátország képviselője volt a Folkloristák és Etnológusok Nemzetközi Bizottságának elnökségében. 2000-től 2004-ig a Zágrábi Szláv Iskola – Külföldi Szlávista Horvát Szeminárium vezetője volt. 2004-től 2006-ig a Horvát Köztársaság Kulturális Minisztériumánál a Szellemi Horvát Kulturális Örökség Bizottságának elnöke, 2006-tól 2007-ig ugyanennek a bizottságnak a tagja. 1995-től 2008-ig a zágrábi Etnológiai és Folklórkutató Intézet igazgatótanácsának elnöke volt, megbízatását 2009. augusztus 1-jével a következő négy évre meghosszabbították. 1995-től 2004-ig a petrinyai Tanárképző Főiskola kuratóriumának elnöke volt.
2006/2007-ben és 2008/2009-ben a Zágrábi Egyetem Filozófiai Kara Kroatista Tanszékének vezetője volt. 2007-től 2011-ig a Horvát Filológiai Társaság elnöke. 2008-tól 2011-ig a Horvát Köztársaság Kulturális Minisztériuma Könyv- és Kiadóbizottságának tagja volt. 2012 júniusában a Horvát Filológiai Társaság éves közgyűlésén a 2014. szeptember 10. és 13. között Vukováron és Vinkovciban megrendezett VI. Horvát Szláv Kongresszus Szervező Bizottságának elnökévé választották. 2014-től 2018-ig a Matica hrvatska alelnöke, 2018-tól 2021-ig pedig elnöke volt. 2019-ben a Zágrábi Egyetem professor emeritusává választották.

## Tudományos munkássága
Oktatói, tudományos és szakmai munkája során elsősorban a horvát irodalom- és kultúratörténet, ezen belül is a szóbeli irodalom (népköltészet) és hagyományos kultúra, valamint a kulturális antropológia horvát témáival foglalkozik. Mintegy ötven tudományos és szakmai közleményt írt e téren. Mintegy tizenöt könyvet szerkesztett és nyomtatott.

## Főbb művei
- Luka Botić, Zavod za znanost o književnosti Filozofskog fakulteta u Zagrebu, Zagreb, 1989.
- Filip Grabovac, Zavod za znanost o književnosti Filozofskog fakulteta u Zagrebu, Zagreb, 1990.
- Biserno uresje: izbor hrvatske usmene ljubavne poezije, Mladost, Zagreb, 1990.
- Luka Botić: Djela, Splitski književni krug, Split, 1990.
- Hrvatska usmenoknjiževna čitanka, Školska knjiga, Zagreb, 1995.
- Biblija i hrvatska kulturna tradicija, vlastita naklada, Zagreb, 1995.
- Usmene lirske pjesme, Matica hrvatska, Zagreb, 1996.
- Lijepa naša baština: književno-antropološke teme, Hrvatska sveučilišna naklada, Zagreb, 1998.
- Suvremeni hrvatski grafiti, P. I. P. Pavičić, Zagreb, 2000.
- Andrija Kačić Miošić (monográfia), Školska knjiga, Zagreb, 2003.
- Novi hrvatski epitafi, Školska knjiga, Zagreb, 2007.
- Biblija i hrvatska tradicijska kultura, Školska knjiga, Zagreb, 2011.
- Povijest hrvatske usmene književnosti, Školska knjiga, Zagreb, 2013.